# Claudecir
Claudecir Aparecido de Aguiar (nacido el 15 de octubre de 1975) es un exfutbolista brasileño que se desempeñaba como centrocampista.
Jugó para clubes como el Mogi Mirim, Noroeste, São Caetano, Palmeiras, Kashima Antlers, Atlético Mineiro, Portuguesa y Vila Nova.

## Trayectoria

### Clubes
| Club             | País   | Año         |
| ---------------- | ------ | ----------- |
| Mogi Mirim       | Brasil | 1996        |
| Noroeste         | Brasil | 1997 - 1999 |
| São Caetano      | Brasil | 1999 - 2000 |
| Palmeiras        | Brasil | 2001        |
| São Caetano      | Brasil | 2002        |
| Kashima Antlers  | Japón  | 2003        |
| São Caetano      | Brasil | 2004 - 2006 |
| Atlético Mineiro | Brasil | 2007        |
| Portuguesa       | Brasil | 2008        |
| Vila Nova        | Brasil | 2009        |
| XV de Jaú        | Brasil | 2011        |